# Lu Yu

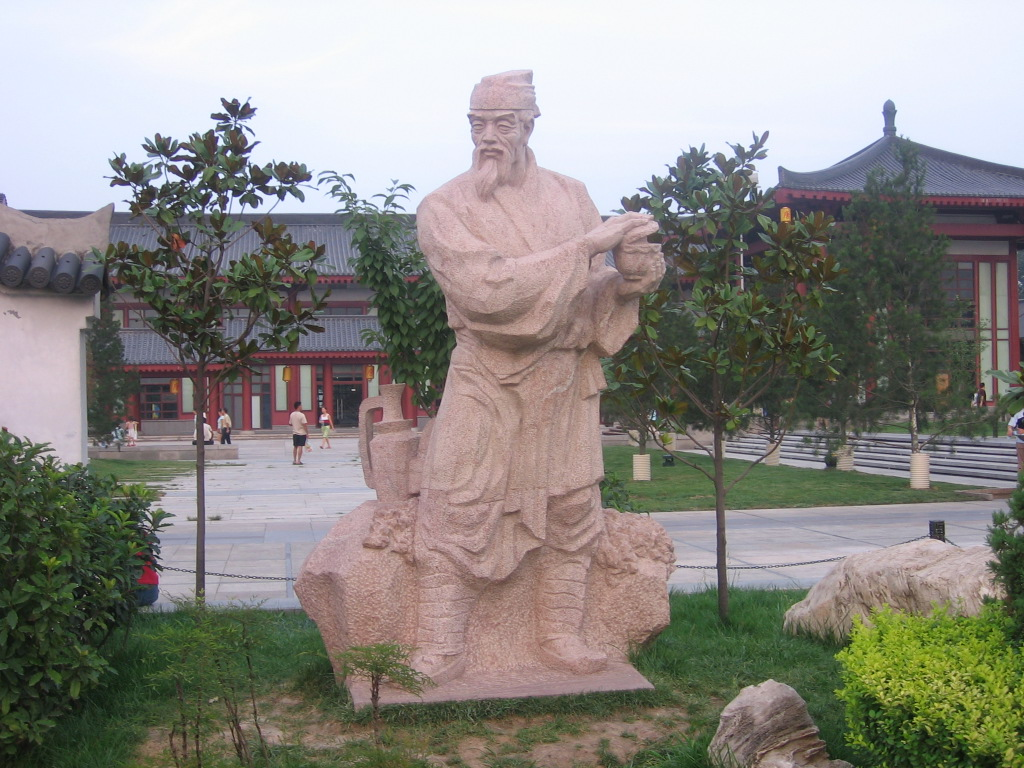
Lu Yu.

Lu Yu (kinesiska: 陸羽), född 733, död 804, var en poet och författare från Tianmen i Tangdynastins Kina. Han är mest känd för sitt bidrag till tekulturen genom att ge ut den allra första boken om te, Chajing.
Han blev adopterad av tre munkar efter att ha förlorat sina föräldrar i krig. Lu Yu ville dock inte bli munk och rymde iväg vid tolv års ålder. Han kom med i ett sällskap av resande artister där han fick spela clown och även skriva pjäser. Genom sina uppträdanden lärde han känna många högt uppsatta män. Och efter att ha slutat som artist hjälpte några av dem honom genom livet genom att ge honom lärdom i bl. a poesi, skrift och litteratur. När han nådde en ålder av 21 år 754, blev han uttråkad och rastlös. Han ville göra något meningsfullt med sitt liv och beslutade sig, eftersom han ända sedan han var barn varit stormförtjust i te, att få ett svar på sin tefråga. Att få att göra en expedition om te i det vilda och strävan om att samla in och sammanställa sina iakttagelser i form av en bok. Den äldre Cui Goufu, som var både vetenskapsman, poet och även av högt uppsatt rang liknande dagens ministrar, var god vän med Lu Yu trots åldersskillnaden. Cui Goufu stöttade sin vän för att han skulle uppnå sin strävan, sitt mål, trots att han kände stor sorg av att hans vän skulle lämna honom under en längre tid. Han hjälpte Lu Yu med all nödvändig utrustning som behövdes för expeditionen och gav honom även sitt favoritdjur, en buffel.
I två år utforskade Lu Yu västra Bashan Xiachuan, ingenmansland, innan han tvingades återvända till Jingling. Alla teblad och anteckningar som han hade samlat på sig under två år sinkade honom. Efter många år hade Lu Yu samlat på sig exemplar av te från över 32 distrikt och inte bara från Bashan Xiachuan utan även från olika gårdar i Jiangsu, Jiangxi och Zhejiang. Han stannade på gårdarna och utvecklade metoder för olika behandlingar av te. Han var den första som införde kvalitetskontroll av teet. År 760 drog sig Lu Yu tillbaka till en grotta uppe i berget Jushu Shan inte lång bort ifrån staden Shaoxi, för att slutföra sitt arbete i lugn och ro ensam och isolerad. Han stannade i berget i sex år. Han slutförde sin bok år 766 (inofficiellt), officiellt år 800.